# Cees Jan Diepeveen

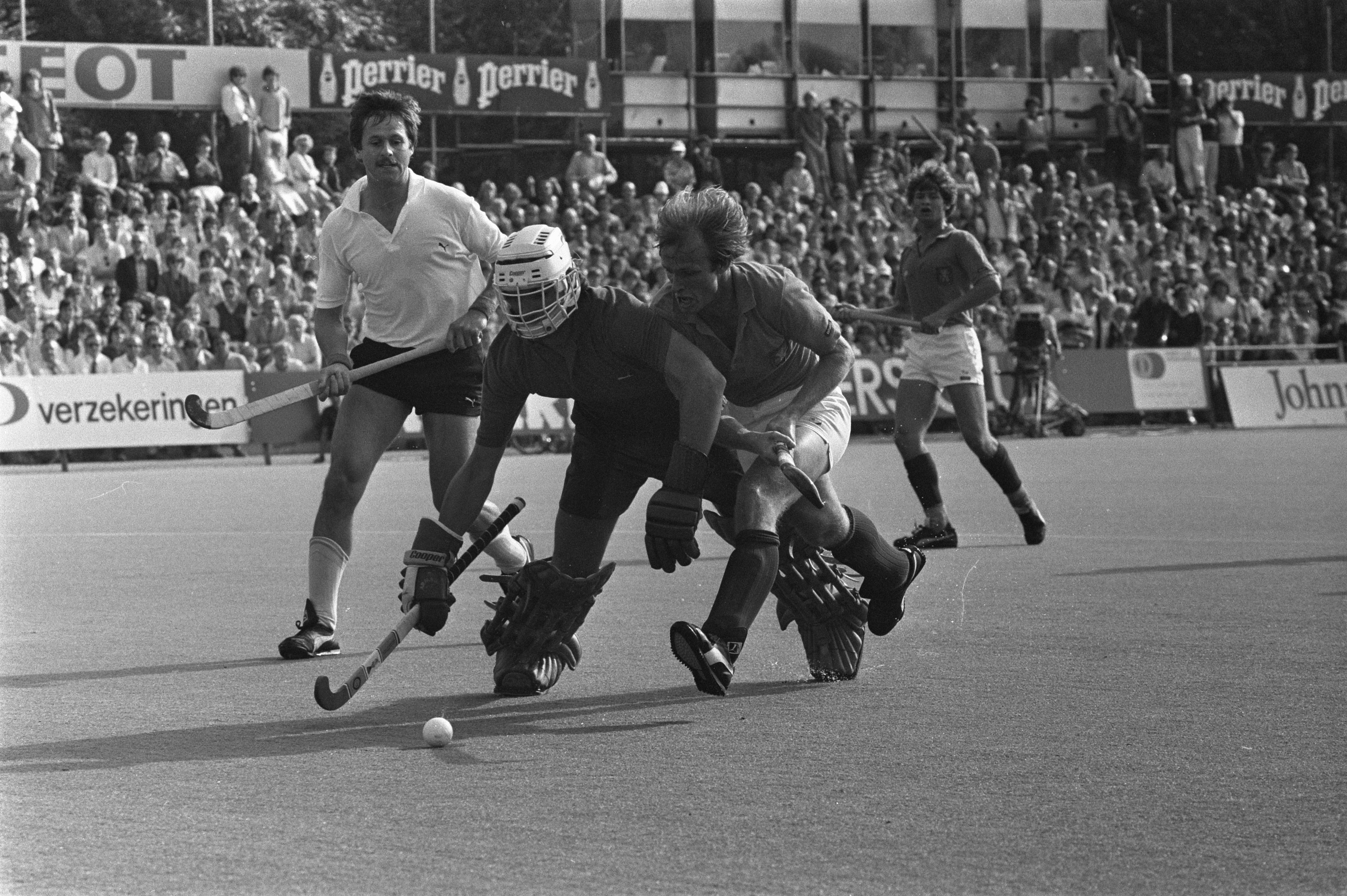
Der deutsche Torhüter Tobias Frank im Duell mit Cees Jan Diepeveen (1982)

Cees Jan Diepeveen (* 24. Juli 1956 in Amsterdam) ist ein ehemaliger niederländischer Hockeyspieler, der bei den Olympischen Spielen 1988 die Bronzemedaille gewann. Er war Weltmeister 1990 sowie Europameister 1983 und 1987.

## Sportliche Karriere
Der 1,73 m große Verteidiger Cees Jan Diepeveen bestritt 286 Länderspiele für die niederländische Nationalmannschaft. Damit war er Rekordinternationaler der Niederlande, später wurde er von Jacques Brinkman mit 337 Länderspielen übertroffen.
Diepeveen debütierte 1978 in der Nationalmannschaft. Seine erste internationale Medaille gewann Diepeveen bei der Europameisterschaft 1983 in Amsterdam. Die Niederländer gewannen ihre Vorrundengruppe und besiegten im Halbfinale die deutsche Mannschaft mit 4:1. Im Finale trafen sie auf die sowjetische Mannschaft. Das Spiel stand am Ende der regulären Spielzeit 2.2 und am Ende der Verlängerung 4:4. Im Siebenmeterschießen siegten die Niederländer mit 8:6. Im Jahr darauf fanden die Olympischen Spiele in Los Angeles statt. Nachdem die Niederländer in der Vorrunde nur den dritten Platz hinter den Briten und der Mannschaft Pakistans belegt hatten, unterlagen sie im Spiel um den fünften Platz der indischen Mannschaft.
Bei der Europameisterschaft 1987 in Moskau belegten die Niederländer in der Vorrunde den zweiten Platz hinter der englischen Mannschaft. Im Finale trafen die beiden Mannschaften erneut aufeinander und die Niederländer gewannen nach Siebenmeterschießen. Bei den Olympischen Spielen 1988 in Seoul belegten die Niederländer in der Vorrunde den zweiten Platz hinter den Australiern. Im Halbfinale unterlagen die Niederländer der deutschen Mannschaft mit 1:2. Da auch die Australier ihr Halbfinale gegen die Briten verloren, trafen die Australier und die Niederländer im Spiel um den dritten Platz erneut aufeinander. Die Niederländer gewannen mit 2:1.
Bei der Weltmeisterschaft 1990 in Lahore waren die Niederländer in der Vorrunde Zweite hinter den Australiern. Nach dem 3:2-Halbfinalsieg über die deutsche Mannschaft gewannen die Niederländer im Finale mit 3:1 gegen die Mannschaft des Gastgeberlandes Pakistan. 1991 unterlagen die Niederländer den Deutschen im Finale der Europameisterschaft in Paris mit 1:3. 1992 trafen sich die Mannschaften Pakistans und der Niederlande bei den Olympischen Spielen in Barcelona sowohl in der Vorrunde als auch im Spiel um den dritten Platz und beide Male siegten die Pakistaner.
Auf Vereinsebene spielte Diepeveen für den HC Bloemendaal, mit dem er in den 1980er Jahren mehrere Meistertitel gewann. 1987 gewann Bloemendaal auch den Club Champions Cup.